# Fléville-devant-Nancy
Fléville-devant-Nancy ist eine französische Gemeinde mit 2187 Einwohnern (Stand 1. Januar 2022) im Département Meurthe-et-Moselle in der Region Grand Est (bis 2015 Lothringen). Sie gehört zum Arrondissement Nancy und zum Kanton Jarville-la-Malgrange.

## Geographie
Die Gemeinde liegt rund acht Kilometer südlich von Nancy am nördlichen Ufer des Canal de jonction de Nancy. Nachbargemeinden sind Heillecourt im Norden, Laneuveville-devant-Nancy im Nordosten, Ville-en-Vermois im Südosten, Ludres im Südwesten und Houdemont im Nordwesten.
Das Gemeindegebiet wird von der Autobahn A33 durchquert.

## Bevölkerungsentwicklung
| Jahr      | 1962 | 1968 | 1975 | 1982 | 1990 | 1999 | 2008 | 2020 |
| Einwohner | 346  | 323  | 1578 | 2009 | 2751 | 2624 | 2390 | 2205 |

## Gemeindepartnerschaft
- Armsheim in Rheinhessen (Deutschland)

## Sehenswürdigkeiten
- Kirche Saint-Pancrace (St. Pankratius)
- Schloss Fléville
- Siehe auch: Liste der Monuments historiques in Fléville-devant-Nancy

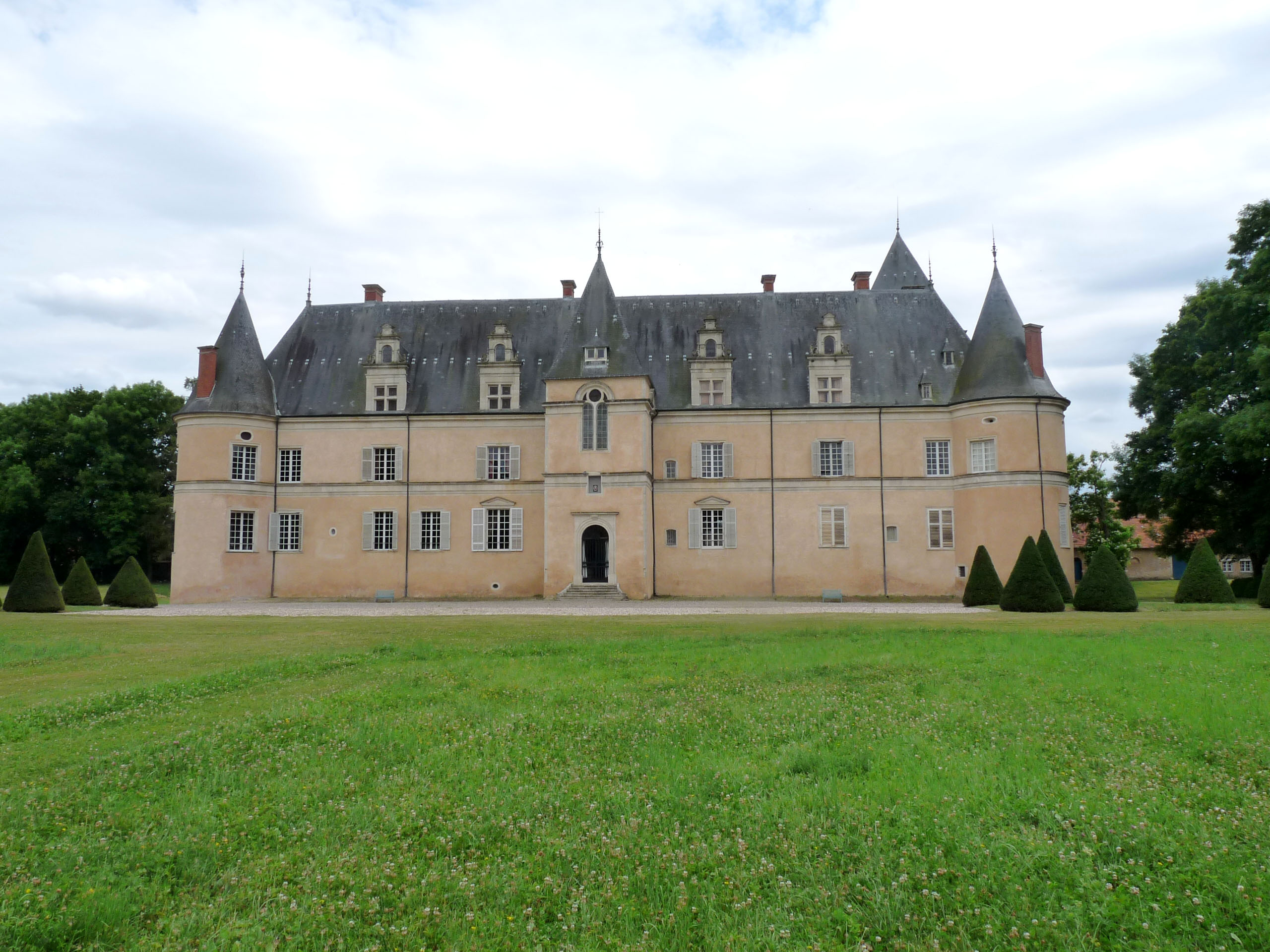
Schloss Fléville